# Олли, Харри
Харри Юхани Олли (фин. Harri Juhani Olli; 15 января 1985, Рованиеми, Финляндия) — финский прыгун с трамплина, призёр чемпионатов мира.
В Кубке мира Олли дебютировал в 2002 году, в ноябре 2008 года одержал свою первую победу на этапе Кубка мира, в командных соревнованиях. Всего на сегодняшний момент имеет 5 побед на этапах Кубка мира, 3 личных соревнованиях и 2 в командных. Лучшим достижением по итогам Кубка мира для Олли является 4-е место в сезоне 2008-09.
На Олимпиаде-2010 в Ванкувере стартовал во всех трёх дисциплинах: стал 4-м в команде, 18-м на большом трамплине, в соревнованиях на нормальном трамплине был дисквалифицирован из-за сломавшейся застёжки на костюме.
За свою карьеру участвовал в двух чемпионатах мира, на которых завоевал одну серебряную медаль. Успешно выступал на чемпионатах мира по полётам на лыжах, на которых завоевал одну серебряную и одну бронзовую награды. Использовал лыжи производства фирмы Fischer.
Отличается трудным характером, конфликтовал с тренерами и даже полицейскими. 28 ноября 2010 года в квалификации первого этапа (в Куусамо) Кубка мира показал катастрофический результат (77 метров), и затем показал в камеру средний палец, выражая этим своё отношение к действиям судей, вынудивших его совершать прыжок в неудачных ветровых условиях. В результате Олли был отстранён от участия в оставшихся этапах года. Затем он участвовал лишь в национальных соревнованиях, а в январе 2011 года объявил о завершении карьеры.
Весной 2012 года Харри Олли объявил о возвращении в профессиональный спорт. Олли возобновил тренировки и получил от FIS право участвовать в соревнованиях с июля 2012 года. Его возвращение на трамплин состоялось в сентябре 2012 года в рамках чемпионата Финляндии — в индивидуальных соревнованиях 16.09.2012 он занял десятое место.